# サンセット条項
サンセット条項（サンセットじょうこう）とは、一部の法律、計画、取り決め、規制、協定などのルールにおいて、あらかじめその適用期間を定める条項のこと。「サンセット」は比喩的な用法で、「終わりの日へのカウントダウン」を意味する。ルールの条文にこの条項があると、期限までに延長の手続きが行われない限り、定められた期日で自動的に失効するため、一定期間においてルールの必要性について見直しを行うことが多い。特にアメリカ合衆国の法律においては行政官庁の肥大化を防ぐなどの理由により、1980年のレーガン政権樹立後に「サンセット法」が急速に普及した。
また、証券用語としては「定期的に買収防衛策や種類株式の内容や導入の是非を株主総会などで見直す仕組みにおいて、その期間を定めた条項のこと」を指す。この条項があると、買収防衛策などは一定期間ごとに株主総会などの監視が通ることになるため、経営陣の保身などにより独断専行で行った取り決めや当初の目的を終了・逸脱した種類株式スキームの継続を抑制する効果がある。